# Битва при Понтваллене
Битва при Понтваллене (фр. Bataille de Pontvallen, англ. Battle of Pontvallen) — сражение Столетней войны, произошедшее 4 декабря 1370 года около деревни Понтваллен, в 30 км к югу от столицы графства Мэн, принадлежавшего в то время  брату короля Франции — герцогу Людовику I Анжуйскому. Битва является одним из эпизодов шевоше английского рыцаря Роберта Ноллеса, закончившегося поражением англичан.

## Предыстория
Из-за успехов французов в отвоевании Аквитании, Эдуард III был вынужден отправить армию в 4000 человек на шевоше по французским землям. Командиром англичан был Роберт Ноллес, английский капитан. Вместе с ним в шевоше отправились английские бароны Томас де Грандисон, Джон Минстерворт и Уолтер Фицуолтер. Во избежание разногласий они поклялись принимать решения коллективно. В августе армия англичан выдвинулась к Реймсу, грабя и сжигая всё у себя на пути. Описав дугу, они приблизились к Парижу. Но Карл Мудрый при полной поддержке его командиров приказал не отвечать на провокации и держаться в городе, за крепостной стеной. Роберт Ноллес поняв, что битвы он не дождётся, направился на зимние квартиры в Бретань. Но Томас Грандисон и Джон Минстерворт воспротивились этому, так как солдаты хоть и подписали контракты на 2 года, получили жалованье всего за 3 месяца, из-за того, что остальное они должны были добыть в грабежах. Но на «зимних квартирах» было сложно что-то грабить, по этой причине армия разделилась на две части. Солдаты под командованием Фицуолтера и Грандисона принялись грабить богатое графство Анжу.
Они не знали, что с севера к ним уже приближается бретонский командир Бертран дю Геклен, а с юга — маршал Франции Луи де Сансер.

## Битва
Корпус Томаса Грандисона, насчитывающий около 1000 человек, располагался беспорядочным лагерем, сильно рассредоточенным из-за болотистой местности, вблизи деревушки Понтваллен. Корпус Фицуолтера (около 500 человек) находился чуть южнее, у аббатства Ваас. Пока англичане отдыхали, к ним быстрым маршем приближался Бертран дю Геклен; его отряд в 1000 человек, несмотря на истощение людей и лошадей, под проливным дождем без остановки проходил по 50 км в день, спеша из Нормандии в Анжу. Дождливым утром 4 декабря 1370 года англичане Томаса Грандисона увидели первые отряды рыцарей Бертрана. Грандисон приказал отходить в поисках укреплений, но первые французские отряды настигли их и, спешившись из-за непроходимой грязи, атаковали. Завязалась схватка. Постепенно подошли другие отряды французов. Знаменитые английские лучники не смогли использовать преимущества своего оружия, из-за того что они не нашли удобного места для стрельбы. По словам Фруассара, французы полностью уничтожили англичан, Томас Грандисон попал в плен.
Фицуолтер, узнав о гибели отряда Грандисона, поспешил укрыться в стенах аббатства Ваас, и как только англичане переправились туда, к аббатству подошёл Луи де Сансер. Луи сразу приказал атаковать аббатство. Когда французы ворвались в аббатство и устроили там резню, Фицуолтер попытался бежать с остатками своего отряда, но тут же встретился с крупным отрядом Бертрана дю Геклена, после короткой стычки взявшим Фицуолтера и его остававшихся людей в плен.

## Значение
Битва при Понтваллене пошатнула господствовавшее в то время мнение о непобедимости английской армии, которым в своей дипломатии часто пользовался Эдуард III. Другим следствием битвы было стремительное выдвижение Бертрана дю Геклена, своими действиями фактически сорвавшего важнейшую кампанию англичан 1370 года, в число самых доверенных полководцев короля Франции Карла V.
Один бретонский рыцарь рассказывал Фруассару о Бертране: «Говорю вам, коннетабль Бертран был доблестным человеком, который в свое время совершал великие дела ради Франции»